# Massimo Martinelli
Massimo Martinelli (Roma, 20 giugno 1965) è un militare e direttore di banda italiano.

## Biografia
Nasce a Roma il 20 giugno 1965 e compie gli studi musicali al Conservatorio di Santa Cecilia dove consegue i diplomi in Composizione, Direzione d'Orchestra e Strumentazione per Banda.
È inoltre diplomato in Musica Corale. Direzione di Coro e pianoforte. Si perfeziona nella direzione d'Orchestra a Vienna. Nel 1993-1994 ha insegnato Direzione di Coro presso il Conservatorio Luigi Canepa di Sassari ed in precedenza è stato pianista accompagnatore presso l'Accademia nazionale di danza in Roma.
Nel 1994 vince il primo Concorso di Archivista nella Banda musicale della Guardia di Finanza dove ha prestato servizio fino al giugno del 1996. Nel luglio dello stesso anno è chiamato a ricoprire il posto di Vice direttore della Banda Centrale della Marina Militare.
Nel maggio 1997 vince il Concorso a direttore del medesimo prestigioso complesso, incarico che ha ricoperto fino al giugno del 2000. Il 1º Luglio 2000 ha ricevuto la nomina a Maestro Direttore della Banda dell'Arma dei Carabinieri.